# Alan Craig
Alexander Alan Craig (* 1945 nebo 1946) je britský politik, předseda strany Christian Peoples Alliance a místní zastupitel za svou stranu. Ve volbách v roce 2008 neúspěšně kandidoval na starostu Londýna, když se ziskem 1,6 % prvních preferenčních hlasů skončil na celkovém šestém místě.